# Domenico Aspari
Domenico Aspari (Milano, 4 agosto 1745 – Milano, 8 aprile 1831) è stato un pittore e incisore italiano.

## Biografia
Domenico Aspari, a causa della bassa condizione sociale della famiglia, non riuscì a seguire regolarmente gli studi; ma grazie al suo talento per la pittura, Giuseppe Baldrighi, all'Accademia di Parma, gli diede alcuni insegnamenti. Qui egli vinse il premio per il nudo. A Parma eseguì dipinti decorativi per il palazzo ducale. Quando tornò a Milano smise quasi completamente di dipingere, per dedicarsi alle incisioni, ispirando il proprio stile al Piranesi: in questo ramo d'arte ebbe un discreto successo. Illustrò gran parte della prima edizione italiana della Storia delle arti del disegno di Winckelmann (1779) ed eseguì le illustrazioni per la Corneide di G. De Gamerra (1773). Utilizzava l'acquaforte, con interventi di rifinitura a puntasecca e a bulino.
A Milano nacque probabilmente il suo unico figlio, Carlo Antonio. Qui egli dipinse le sue opere più note, tutte commissionate nell'area del milanese. Nel 1776, con la fondazione dell'Accademia di Brera ottenne, per merito di Carlo Giuseppe di Firmian, la cattedra di disegno e insegnò sino al 1826.

Nel periodo della Repubblica Cisalpina incise Festa della Federazione della Repubblica Cisalpina […] 2 luglio 1797 e Pace celebrata al Foro Bonaparte, 1801, immagine quest'ultima non firmata e che gli fu attribuita da Arrigoni-Bertarelli, nel 1932.
A partire dal 1815 circa, con la Restaurazione, si dedicò all'edilizia privata e a lui si attribuisce il rifacimento neoclassico, risalente al 1823, di casa Atellani, una costruzione che è affine ai modi di Simone Cantoni ad è di nobile armonia. Morì nel 1831 ed oggi il suo autoritratto è conservato presso la Pinacoteca di Brera.

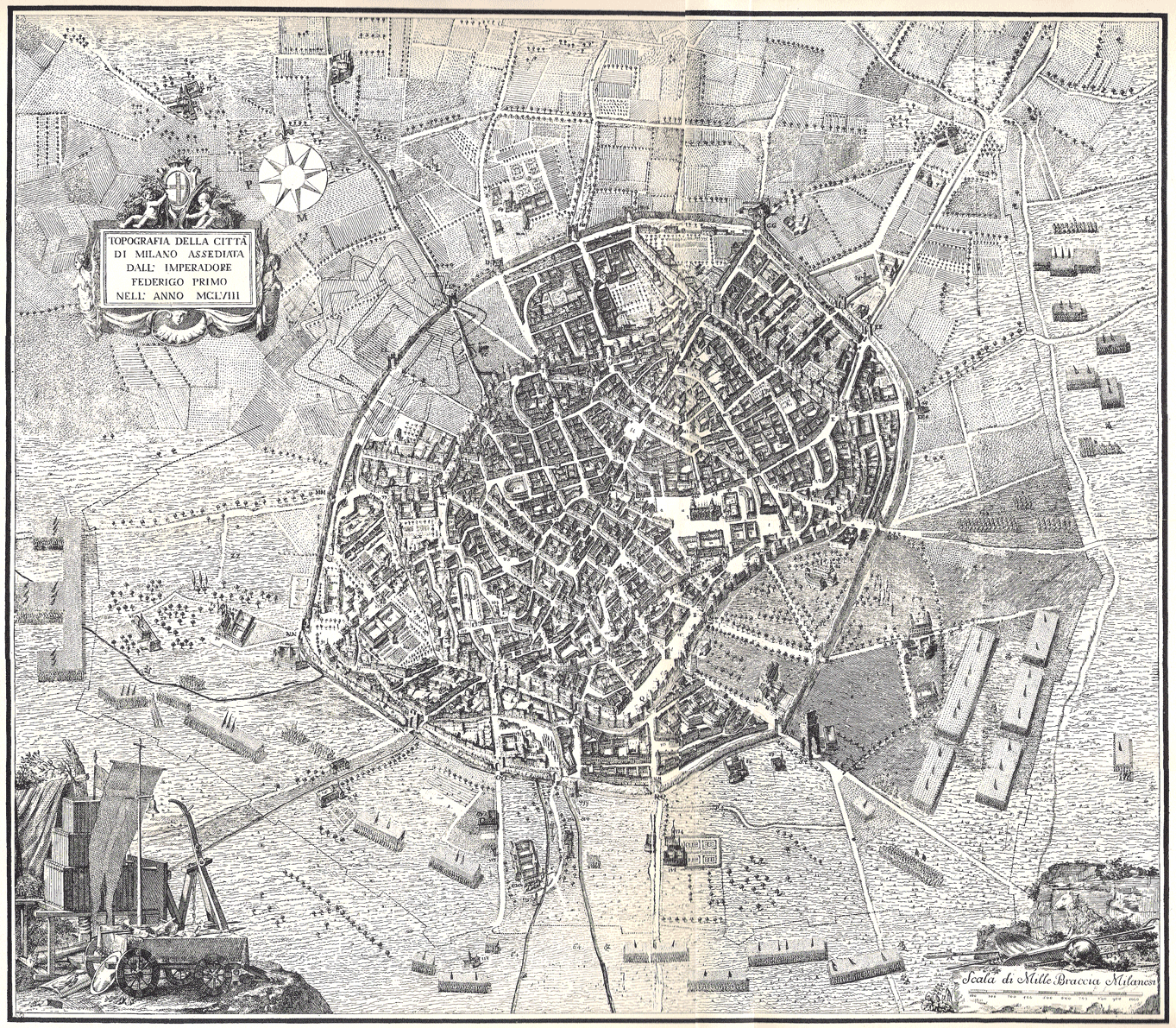
Domenico Aspari, Mappa topografica di Milano come si suppone fosse nel 1158, disegno, 1778

### Opere

#### Incisioni
- Madonna col Bambino e due santi, chiesa parrocchiale, Osnago
- Sacra Famiglia, Chiesa di Santa Maria Segreta, Milano
- Sedici Vedute di Milano, incise in rame, finite di bulino e puntasecca, 1786-1792:[3]
  - Veduta del Naviglio
  - Cortile di Brera (1786)
  - Colonne di San Lorenzo (1786)
  - Mercato a Porta Ticinese (1786)
  - San Celso (1786)
  - Palazzo Belgioioso (1788)
  - Palazzo Marino (1788)
  - Piazza Fontana (1788)
  - San Paolo delle Monache (1788)
  - Porta Romana (1788)
  - Teatro alla Scala (1790)
  - Ospedale Maggiore (1790)
  - Castello Sforzesco (1790)
  - Duomo (1791)
  - San Lorenzo (1791)
  - Collegio Elvetico (1792)
  - Castello e parte della città (1792)
- Festa della Federazione della Repubblica Cisalpina […] alla presenza del Generale Bonaparte, Milano, Campo di Marte, 21 Messidoro an V (9 luglio 1797)[4]